# Elio Bisignani
Elio Bisignani (Italia, 1942) è un direttore della fotografia italiano.

## Biografia
Consegue la maturità scientifica presso il Liceo Scientifico Cavour di Roma. Nel 1965 vince il concorso per direttore di fotografia presso il Centro sperimentale di cinematografia dove si diploma nel luglio 1967. Inizia la sua attività nel 1977 come operatore della macchina per poi passare alla direzione della fotografia. 
Inizia la collaborazione con l’Istituto Luce che terminerà nel 2002. 
Ha firmato la fotografia di numerose produzioni televisive divenendo l’operatore di fiducia di registi come Leandro Castellani, Luciano Emmer, Giorgio Moser, Mario Chiari.
La gatta (miniserie televisiva 1978)

## Filmografia
- Addio, Alexandra, Enzo Battaglia (1969)
- Quaranta giorni di libertà (sceneggiato televisivo), Leandro Castellani (1974)
- Tommaso d'Aquino, Leandro Castellani (1975)
- La gatta (miniserie televisiva), Leandro Castellani (1978)
- Un reietto delle isole, Giorgio Moser (1980)
- La lingua di Erika, regia di Giovanni Costanzi (1982)
- Massimamente folle, Marcello Troiani (1984)
- Il coraggio di parlare, Leandro Castellani (1987)
- Basta! Ci faccio un film, Luciano Emmer (1990)
- La notte che si sposta, regia di Gianfranco Ferroni (2002)
- Notte senza fine, regia di Elisabetta Sgarbi  (2004)
- Liberarsi - Figli di una rivoluzione minore, regia di Salvatore Romano (2008)
- Racconti d'amore , regia di Elisabetta Sgarbi  (2014)
- Fade Out, regia di Mario Chiari (2018)

### Documentari
- Bella di notte, regia di Luciano Emmer (1997)
- ...e dopo cadde la neve, regia di Donatella Baglivo (2005)
- Quiproquo, regia di Elisabetta Sgarbi (2011)
- Il viaggio della Signorina Vila, regia di Elisabetta Sgarbi (2012)
- Quando i tedeschi non sapevano nuotare, regia di Elisabetta Sgarbi (2013)
- Colpa di comunismo, regia di Elisabetta Sgarbi (2014)
- Due volte delta, regia di Elisabetta Sgarbi (2014)
- La casa dei bambini di Francesca Muci, 2019